# Страсбург (Північна Дакота)
Страсбург (англ. Strasburg) — місто (англ. city) в США, в окрузі Еммонс штату Північна Дакота. Населення — 379 осіб (2020).

## Географія
Страсбург розташований за координатами 46°8′2″ пн. ш. 100°9′43″ зх. д. / 46.13389° пн. ш. 100.16194° зх. д. (46.133779, -100.162028).  За даними Бюро перепису населення США в 2010 році місто мало площу 0,77 км², уся площа — суходіл.

## Демографія
Згідно з переписом 2010 року, у місті мешкало 409 осіб у 191 домогосподарстві у складі 95 родин. Густота населення становила 531 особа/км².  Було 224 помешкання (291/км²).
Расовий склад населення:
| - 99,8 % — білих |

До двох чи більше рас належало 0,2 %. Частка іспаномовних становила 0,2 % від усіх жителів.
За віковим діапазоном населення розподілялося таким чином: 14,7 % — особи молодші 18 років, 40,1 % — особи у віці 18—64 років, 45,2 % — особи у віці 65 років та старші. Медіана віку мешканця становила 60,8 року. На 100 осіб жіночої статі у місті припадало 85,9 чоловіків;  на 100 жінок у віці від 18 років та старших — 84,7 чоловіків також старших 18 років.
Середній дохід на одне домашнє господарство  становив 46 270 доларів США (медіана — 22 188), а середній дохід на одну сім'ю — 67 265 доларів (медіана — 58 125). За межею бідності перебувало 17,2 % осіб, у тому числі 16,7 % дітей у віці до 18 років та 30,3 % осіб у віці 65 років та старших.
Цивільне працевлаштоване населення становило 187 осіб. Основні галузі зайнятості: освіта, охорона здоров'я та соціальна допомога — 29,4 %, сільське господарство, лісництво, риболовля — 25,1 %, роздрібна торгівля — 7,0 %, оптова торгівля — 5,9 %.